# Penthoscapha gerhardschereri
Penthoscapha gerhardschereri ist ein Käfer aus der Familie der Rüsselkäfer und der Unterfamilie Entiminae. Das Vorkommen der Gattung Penthoscapha ist auf Neuguinea beschränkt. Derzeit sind sechs Arten bekannt, die zur Gattung gerechnet werden.

## Bemerkungen zum Namen
Die Gattung Penthoscapha wird 1914 von Heller aufgestellt. Heller erklärt den Namen nicht direkt, aber er gibt zwei Hinweise darauf, dass der Name in Anlehnung an den Gattungsnamen Rhinoscapha gebildet wurde. Heller beginnt die Beschreibung der neuen Gattung mit der Charakterisierung "Prope Rhinoscapha" (lat.:
Rhinoscapha nahestehend). Er beschreibt die Gattung nur, indem er sie gegen die Gattung Rhinoscapha abgrenzt. Weiter unten beschreibt Heller Penthoscapha lorenzi als einzige Art, also als Typus der neuen Gattung, und beginnt die Beschreibung des Käfers mit den Worten schwarz, etwas glänzend.
Die Gattung Rhinoscapha wird 1855 von Montrouzier aufgestellt. Montrouzier erklärt den Namen mit den Worten ce genre, dont le nom rapelle la forme canaliculée du rostre (ρίν trompe σκάφη bateau),.. (frz. diese Gattung, deren Name an die rinnenförmige Form des Rüssels erinnert..) Der Name ist demnach von altgr. ρις ρινός "rhis, rhinós" für "Nase, Rüssel" und σκάφος "skáphos" oder σκάφη, "skaphe"  für "Boot" oder "Trog" abgeleitet und bezieht sich auf die durch einen Längseindruck erzeugte rinnenförmige Form des Rüssels.
Während jedoch die Gattung Rhinoscapha in aller Regel durch sehr farbenprächtige Arten repräsentiert wird, betrachtet Heller einen schwarzen Käfer. Dies erklärt den Namensteil Pentho- von altgr. πένθος "pénthos" für "Trauer, Trauerbinde". Es ist in der Zoologie nicht unüblich, für (teilweise) schwarz gefärbte Tiere in Gattungsnamen den Namensteil Pentho-, als Artnamen das lateinische funēbris, funērĕus, funērulus oder funéstus für traurig oder den deutschen Namensteil Trauer- zu verwenden. Die sinnlose Wortkombination Pentho-scapha erklärt sich als Abkürzung von Pentho-Rhinoscapha.
Bezüglich des Artnamens schreibt Riedel: This species is named in honour of Mr. Gerhard Scherer (Rottweil), a passionate beetlecollector, on the occasion of his 70th birthday. This patronym is seen as a recognition of Mr. Scherer's family's most generous support of systematic research and biodiversity conservation through their donation to BIOPAT e.V. (Diese Art ist zu Ehren von Gerhard Scherer (Rottweil), einem passionierten Käfersammler, anlässlich seines 70. Geburtstages benannt. Das Patronym wird als Anerkennung für die sehr großzügige Unterstützung der Familie von Herrn Scherer für die Erforschung der Systematik und Erhaltung der Biodiversität durch ihre Spende an BIOPAT e.V. gesehen.)
|                                                                                       |  |
| Abb. 2: Seitenansicht ♂                                                               |  |
|                                                                                       |  |
| Abb. 3: Kopfoberseite ♀                                                               |  |
|                                                                                       |  |
| Abb. 4: Flügeldeckenabsturz ♀ grüne Pfeilspitze: Knauf, blaue Pfeilspitze: Apikalzahn |  |
| Abb. 1: Männchen in Aufsicht Flügeldecke rechts mit Loch von Nadelung                 |  |

## Eigenschaften des Käfers

### Auffällige Geschlechtsunterschiede
Männchen und Weibchen unterscheiden sich äußerlich deutlich. Die mehr gestreckt gebauten Männchen (Abb. 1) mit in Aufsicht nur wenig gerundeten Flügeldecken werden einschließlich Rüssel rund fünfzehn bis sechzehn Millimeter lang. Die Weibchen (Taxobild) haben sowohl seitlich als auch dorsal deutlich stärker gewölbte Flügeldecken. Sie messen in der Länge siebzehn bis zwanzig Millimeter. Die Männchen haben deutlich längere Beine und breitere Tarsen als die Weibchen. Die Weibchen tragen auf den Flügeldecken Flecken aus hellen Schuppenhaaren, die den Männchen fehlen. Die Farbe der Flecken variiert zwischen den einzelnen Individuen von rein weiß über hellrosa – möglicherweise mit eingestreuten grünlichen Schuppenhaaren – bis fast rostfarben.
Beide Geschlechter sind schwarz. Am Grunde der Gruben der Flügeldecken sondert die äußerste Schicht der Kutikula (Exocuticula) einen gelben Farbstoff ab, der in einer Weise der Exocuticula anhaftet, welche an ein Pilzmyzel erinnert. Dies ist jedoch nicht das Ergebnis eines Wachstums im biologischen Sinne, sondern nur das mechanische Ergebnis der Absonderung und Anlagerung (in Abb. 2 im vorderen Drittel der Flügeldecken unscharf zu erkennen). Die Struktur der Anlagerung degeneriert bei toten Tieren und ist bei den Weibchen weniger auffällig ausgebildet als bei den Männchen. Die restliche Oberseite ist in beiden Geschlechtern größtenteils kahl, die Unterseite spärlich behaart.

### Kopf
Der Kopf des Käfers ist glänzend schwarz und fast kahl, beim Weibchen sind vereinzelt helle lanzettförmige Schuppenhaare vorhanden. Die Augen haben vertikal gemessen einen etwas größeren Durchmesser als horizontal gemessen. Sie sitzen seitlich am Kopf etwa einen Augendurchmesser vom Kopfhinterrand und vom Rüsselansatz entfernt. Die Wangen verlaufen annähernd parallel zueinander. Die Augen sind durchschnittlich das 1,26fache des senkrecht gemessenen Augendurchmessers voneinander entfernt. Sie sind nur mäßig gewölbt. Die Stirn ist kräftig längs gerunzelt, unregelmäßig und zerstreut punktiert und seicht längs eingedrückt. Auf dem Hinterkopf verläuft median eine scharf begrenzte Längsfurche (in Abb. 3 leider nicht erkennbar, da außerhalb des Schärfebereichs). Der flache Rüssel (Abb. 3) ist beim Männchen nur durchschnittlich 1,66-mal so lang wie an der Basis breit, beim Weibchen 1,55-mal so lang wie an der Basis breit. Er ist in beiden Fällen nur wenig länger als der Kopf und im Vergleich mit anderen Arten der Gattung relativ kurz. Die Fühler sind nahe der Rüsselspitze eingelenkt, die ausladenden Einlenkungsgruben sind von oben gut einsichtbar. Von den Einlenkungsgruben läuft eine Fühlerrinne in Richtung unter die Augen, die nahe der Einlenkungsstelle ebenfalls von oben einsichtig ist. Vor den Einlenkungsgruben erreicht der Rüssel die größte Breite und übersteigt dort um etwas mehr als ein Drittel die Breite an der Basis. Der Rüsselrücken ist seicht eingedrückt und mit einem sehr flachen Mittelkiel versehen. Er trägt grobe, unregelmäßige Längsfurchen. Das Grundglied der Fühler (Schaft) ist relativ lang, nach hinten gelegt reicht es über die Mitte der Augen hinaus. Der Schaft ist an der Basis schlank, erst im letzten Viertel verbreitet er sich etwas keulenartig. Die Geißel besteht aus sieben Gliedern. Der Schaft und die Geißel sind spärlich behaart. Die schmale Keule ist 3,3-mal so lang wie breit, Keule und Geißel sind bei den Männchen durchschnittlich 1,74-mal so lang wie der Schaft, bei den Weibchen beträgt die Länge von Geißel und Keule gemeinsam das 1,68fache der Länge des Schaftes.

### Halsschild und Schildchen
Der Halsschild ist wenig breiter als lang, die größte Breite liegt in der vorderen Hälfte. Im basalen Drittel verlaufen die Seiten annähernd parallel. Beim Weibchen sind wieder vereinzelt längliche Schuppenhaare zu finden, die dem Männchen fehlen. Die Scheibe des Halsschilds ist tief quer gerunzelt, mit eingestreuten undeutlichen Punkten, kurz vor der Mitte befindet sich ein tiefer Längseindruck.
Das Schildchen ist vorhanden, aber weitgehend verdeckt.

### Flügeldecken
P. gerhardschereri ist die einzige der bisher bekannten Arten der Gattung, bei der die Flügeldecken verwachsen sind. Die Hautflügel sind jedoch noch ausgebildet. Beim Weibchen sind die Flügeldecken rotbraun und zusammen etwas über zwei Drittel ihrer Länge breit. Die einzelne Flügeldecke ist durchschnittlich 3,86-mal so lang wie an den Schultern breit und an der breitesten Stelle 1,29-mal so breit wie an den Schultern. Beim Männchen sind die Flügeldecken schwarz und zusammen nur reichlich halb so breit wie lang. Die einzelne Flügeldecke ist 4,13-mal so lang wie an den Schultern breit und an der breitesten Stelle etwa 1,16-mal so breit wie an den Schultern.
Die Flügeldecken sind über die ganze Länge tief grubig und grob quer gerunzelt, die Skulpturierung verflacht nicht zum Flügeldeckenende hin. Hinten fällt die Flügeldecke annähernd senkrecht ab (Abb. 2). Dieser Absturz setzt an der Flügeldeckennaht und dem jeweils unmittelbar daneben liegenden Intervall etwas verzögert ein, von der Seite gesehen bildet der Knick der Flügeldeckennaht einen nach hinten vorstehenden runden Knauf (Abb. 4 grüner Pfeil), der beim Weibchen markanter ausgebildet ist als beim Männchen. Nur beim Weibchen endet der Absturz in einem kleinen, spitzen Apikalzahn auf dem Intervall neben der Naht (Abb. 4 blauer Pfeil). Die Mikrostruktur des Flügeldeckenabsturzes ist ledrig, nicht gekörnt. In der Seitenansicht sind die Flügeldecken bis zum Absturz konvex (Abb. 2), es wird nicht durch eine stärkere Krümmung in der Mitte ein stumpfer Winkel angedeutet wie bei Penthoscapha lorentzi. Die Punktreihen sind grubig vertieft. Die Intervalle sind quer gerunzelt, die Querrunzeln benachbarter Intervalle gehen teilweise ineinander über, so dass eine unregelmäßige netzförmige Struktur entsteht. Die Intervalle der Flügeldecken sind nicht gleich, sondern das dritte, fünfte und siebte Flügeldeckenintervall ist jeweils rippenartig erhöht.

### Beine
Die Beine sind lang und schlank, beim Männchen schwarz, beim Weibchen rotbraun und kürzer als beim Männchen. Die Schenkel sind kaum gekeult und nur mäßig lang, die Schenkel des hinteren Beinpaars erreichen beim Weibchen gerade die Mitte des 5. Hinterleibssegments, beim Männchen sind sie länger, reichen jedoch nicht bis zum Flügeldeckenende. Die Schienen sind auf der Unterseite apikal beim Männchen schwach, beim Weibchen im unteren Bereich deutlich gezähnelt (in Abb. 2 am Hinterbein des Männchens gut erkennbar). Die Hinterschiene endet schräg abgeschnitten. Die Schiene des Hinterbeins ist am Ende schräg abgestutzt, die Schräge wird von wenigen zahnähnlichen Borsten begrenzt und endet auf der ventralen Seite in einem Fortsatz (Mucron). Ein solches Mucron besitzen die meisten Arten der Gattung, es fehlt jedoch bei Penthoscapha pulverea und bei Penthoscapha similis. Beim Männchen ist am mittleren Beinpaar das erste Tarsenglied 2,4-mal so lang wie breit, das zweite Tarsenglied 1,1-mal so lang wie breit, beim Weibchen ist das erste Tarsenglied 1,8-mal so lang wie breit, das zweite ist bereits etwas breiter als lang.

## Verbreitung
Die Art kommt endemisch in Papua-Neuguinea vor. Die Art wurde bisher nur dreizehn Mal gefunden (sieben Männchen, sechs Weibchen), alle Funde lagen in Höhen zwischen 3300 Metern und 3450 Metern im Jayawijaya-Gebirge.

## Biologie
Die Käfer wurden in subalpiner Höhenlage beim Öffnen von Kissenpolstern gefunden.